# Кадмийорганические соединения
Кадмийорганические соединения — соединения, в которых атом кадмия соединён непосредственно с атомом углерода органических функциональных групп. К таким соединениям относятся соединения CdR2, Cd(R)X, в которых R = алкильный или арильный радикал, X = Hal, OR, SR и др.

## Физические и химические свойства
Соединения Cd(Alk)2 представляют собой бесцветные горючие жидкости с неприятным запахом, разлагающиеся при нагревании свыше 150 °C. Во влажном воздухе дымят, самовоспламенению не подвержены. Соединения Cd(Ar)2 являются твёрдыми бесцветными веществами, нерастворимы в большинстве органических растворителей. Соединения Cd(R)Hal образуются в равновесной реакции, равновесие в которой сильно сдвинуто вправо:
{\displaystyle {\mathsf {CdR_{2}+CdHal_{2}\rightleftarrows 2Cd(R)Hal}}}
Существуют также такие соединения, как метилоксиметилкадмий Cd(CH3)OCH3 и метилтиометилкадмий Cd(CH3)SCH3, которые являются твёрдыми ассоциатами. Соединения [Cd(R)N3]OCH3 представляют собой термически стабильные координационные полимеры.
При нагревании и на свету кадмийорганические соединения, за исключением диметилкадмия, разлагаются с выделением металлического кадмия. На воздухе они подвергаются окислению, причём диалкилкадмий образует пероксидные соединения Cd(OOAlk)2.
Реакционноспособность кадмийорганических соединений ниже, чем у их цинкорганических аналогов. Так, кадмийорганические соединения не взаимодействуют с диоксидом углерода и галогеноводородами; с низкой скоростью реагируют с альдегидами и кетонами, но в присутствии солей металлов скорость реакции увеличивается. В то же время они вступают в реакции с галогенами и протонодонорными соединениями — кислотами, спиртами, тиолами и др. Их реакция с ангидридами и хлорангидридами приводит к кетонам:
{\displaystyle {\mathsf {Cd(C_{2}H_{5})_{2}+2CH_{3}COCl\rightarrow CdCl_{2}+CH_{3}COC_{2}H_{5}}}}

## Получение и применение
Синтез кадмийорганических соединений осуществляется с помощью реактивов Гриньяра:
{\displaystyle {\mathsf {CdCl_{2}+2CH_{3}MgCl\rightarrow Cd(CH_{3})_{2}+2MgCl_{2}}}}
Вместо алкилмагнийгалогенидов также применяется алкиллитий. Кадмийорганические соединения также способны к обмену органическими радикалами:
{\displaystyle {\mathsf {3Cd(C_{2}H_{5})_{2}+2B(CH_{2}CH{\text{=}}CH_{3})_{3}\rightarrow 3Cd(CH_{2}CH{\text{=}}CH_{3})_{2}+B(C_{2}H_{5})_{3}}}}
К способам синтеза кадмийорганических соединений относятся также электрохимическое окисление кадмия в присутствии алкил- или арилгалогенидов. Соединения Cd(R)OR' и Cd(R)SR' получают при взаимодействии Cd(Alk)2 с R’OH и R’SH соответственно. Соединения Cd(R)N3 получают по реакции CdR2 с ClN3.
Кадмийорганические соединения используются для получения кетонов из ангидридов и хлорангидридов кислот; для получения гидропероксидов окислением Cd(Alk)2 кислородом воздуха; как катализаторы для полимеризации, в том числе совместно с тетрахлоридом титана.

## Токсичность
Как и большинство соединений кадмия, его органические производные чрезвычайно токсичны, канцерогенны и являются кумулятивными ядами.